# Egbert von Weiher
Egbert von Weiher ist deutscher Altorientalist.

## Leben
Nach der Promotion zum Dr. phil. in Münster 1969 und Habilitation in Marburg 1982 wurde er Professor in Köln.

## Schriften (Auswahl)
- Der babylonische Gott Nergal. Kevelaer 1971, ISBN 3-7666-8651-8.
- Spätbabylonische Texte aus Uruk. Teil 2. Berlin 1983, ISBN 3-7861-1336-X.
- Spätbabylonische Texte aus Uruk. Teil 3. Berlin 1988, ISBN 3-7861-1508-7.
- spätbabylonische Texte aus dem Planquadrat U 18. Teil 4. Mainz 1993, ISBN 3-8053-1504-X.
- spätbabylonische Texte aus dem Planquadrat U 18. Teil 5. Mainz 1998, ISBN 3-8053-1850-2.

| Personendaten    | Personendaten            |
| ---------------- | ------------------------ |
| NAME             | Weiher, Egbert von       |
| KURZBESCHREIBUNG | deutscher Altorientalist |
| GEBURTSDATUM     | 20. Jahrhundert          |